# Libeaus Desconus

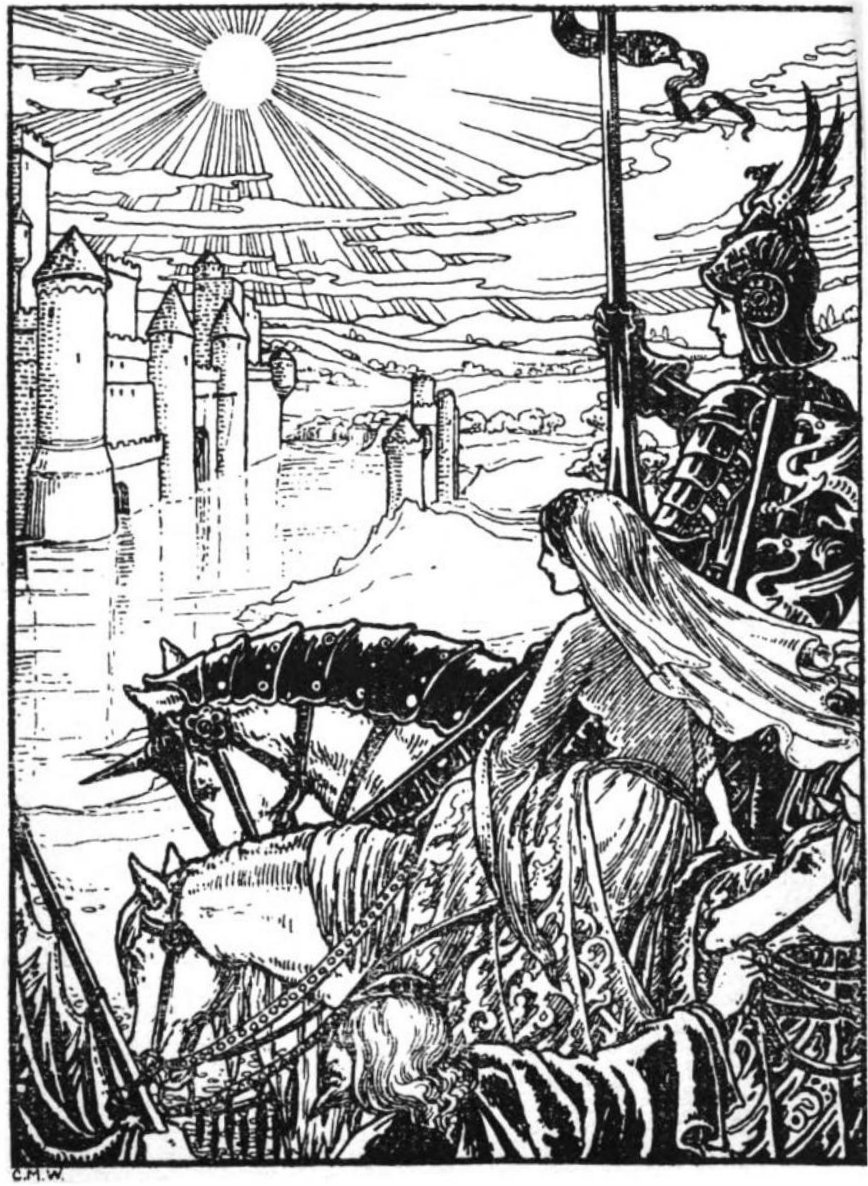
Sir Libeas Desconus (1902)― Traduit par Weston tr., et par Caroline M. Watts.

Libeaus Desconus est un poème en moyen anglais rédigé au XIVe siècle. L'auteur de ce roman courtois est inconnu, mais il pourrait s'agir de Thomas Chestre.
Il relate les aventures de Guinglain, le fils de Gauvain, qui ignore l'identité de son père et reçoit le surnom de Libeaus Desconus, « le bel inconnu ». Cette version de l'histoire de Guinglain est très proche de celle qui figure dans Le Bel Inconnu, roman courtois rédigé en français vers 1200 par Renaut de Beaujeu.